# William Edward Shuckard
William Edward Shuckard (* 1802 oder 1803 in Brighton; † 10. November 1868 in Kennington)  war ein britischer Entomologe und Bibliothekar der Royal Society.
Sein Vater Johann Leonhardt Schuckardt war 1787 aus Frankfurt am Main nach England eingewandert und betrieb ein Hotel in Brighton.  Da Shuckard gut Deutsch sprach übersetzte er auch naturkundliche Bücher aus dem Deutschen wie das Handbuch der Entomologie von Hermann Burmeister.
Anfangs befasste er sich mit Käfern, später vor allem mit Hautflüglern. Er bearbeitete die von Charles Darwin auf der Reise mit der Beagle gesammelten Hautflügler.
Er war Fellow der Entomological Society of London.

## Schriften
- Elements of British Entomology, London, Baillière 1839
- British bees: an introduction to the study of the natural history and economy of the bees indigenous to the British Isles, London: L. Reeve 1866
- mit W. Spry: The British Coleoptera delineated : consisting of figures of all the genera of British beetles, London: W. Crofts 1840, 1861
- Essay on the indigenous fossorial Hymenoptera : comprising a description of all the British species of burrowing sand wasps contained in the metropolitan collections, with their habits as far as they have been observed, London : W.E. Shuckard, 1837
- mit William Swainson: On the history and natural arrangement of insects, London: Longmans 1840 (Cabinet Cyclopedia)